# El dios que fracasó
El dios que fracasó (en inglés: “The God that failed”) es un libro de 1949 que incluye en un único tomo o volumen seis ensayos con los testimonios personales de seis entonces famosos antiguos comunistas, quienes eran escritores y periodistas.
El tema común de estos ensayos es la desilusión que los autores tuvieron con el comunismo (el cual en ese momento básicamente consistía en la versión estalinista del mismo), lo que los llevó a abandonar esa ideología. El subtítulo promocional del libro era “Seis hombres famosos dicen cómo cambiaron de opinión acerca del comunismo”.
Los seis autores o contribuyentes en cuestión fueron, en orden alfabético: Louis Fischer, André Gide, Arthur Koestler, Ignazio Silone, Stephen Spender y Richard Wright.

## Artículos
Richard Crossman, el parlamentario británico que concibió y editó el volumen, en un determinado momento se acercó al entonces famoso excomunista estadounidense Whittaker Chambers para pedirle que este último contribuyese con un ensayo suyo al libro compilatorio. No obstante, en ese tiempo Chambers aún estaba empleado por el semanario político estadounidense Time que aún no había hecho públicos sus cargos contra Alger Hiss y por lo tanto declinó de participar.
El libro contiene la definición de Fischer de "Kronstadt" como el momento en el que algunos compañeros de ruta decidieron no solo abandonar el Partido Comunista (el cual por entonces respondía a la Unión Soviética estalinista), sino que también comenzaron a oponerse al mismo o a pasar a engrosar las filas del anticomunismo.
El editor Crossman mencionó en la introducción del libro que: “Los rebeldes de Kronstadt llamaron a liberar el poder soviético de la dominación bolchevique”.
Después de describir la verdadera rebelión de Kronstadt, Fischer gastó muchas páginas aplicando el concepto a algunos subsiguientes antiguos comunistas- incluyendo a él mismo: “Lo que cuenta decisivamente es el ‘Kronstadt’. Hasta su advenimiento, uno puede asentir emocionalmente o dudar intelectualmente o incluso rechazar toda la causa en la mente de uno y así así rehusarse a atacarlo. No tuve un Kronstadt durante muchos años”.
Algunos de los escritores que de forma subsiguiente tomaron el término han incluido a Whittaker Chambers, Clark Kerr, David Edgar, William F. Buckley (hijo) y Norman Podhoretz.

## Nota y referencias
- Esta obra contiene una traducción  derivada de «The God that Failed» de Wikipedia en inglés, publicada por sus editores bajo la Licencia de documentación libre de GNU y la Licencia Creative Commons Atribución-CompartirIgual 4.0 Internacional.

1. ↑  En la introductoria página x del libro.
2. ↑  En la página 204 de la obra.